# Woodlands Park (Nouvelle-Zélande)
Woodlands Park est une petite banlieue tranquille et aisée, à la périphérie ouest d’ Auckland dans l’Île du Nord de la Nouvelle-Zélande.

## Géographie
Nichée au sein de la chaîne Waitakere, la banlieue de Woodlands Park se trouve dans une vallée formée de collines couvertes de brousse, la séparant du village de Titirangi vers le nord-est, celui de Parau et de Huia vers le sud-est et la banlieue de Laingholm vers le sud.
Elle est limitée au nord par Waima, au nord-est par Titirangi, à l’est par French Bay, au sud-est par Little Muddy Creek (en), au sud par Laingholm, au sud-ouest par Huia, à l’ouest et au nord-ouest par Waiatarua.

## Histoire
La plupart des maisons furent construites entre 1950 et 1970 et se trouvent dans le bush indigène.
C'est une petite communauté raisonnablement active, bien que largement composée de travailleurs, allant quotidiennement travailler à Auckland, et socialement liée à la banlieue de Titirangi et de  Woodlands Park.

## Installations
Il y a une école, qui forme le centre de la communauté, une superette, et un garage, qui était initialement le siège de la compagnie commerciale de bus.

## Population
Woodlands Park fait partie de la zone statistique de Waima .

## Éducation
- L’école de Woodlands Park, est une école publique contribuant à l'enseignement du primaire (allant de l’année 1 à 6) avec un taux de décile de 10 et un effectif de 215 élèves[3].

L’école fut fondée en 1958. 
- La Titirangi Rudolf Steiner School (en) est une école privée primaire (allant de l’année 1 à 8),avec un taux de décile de 9 et un effectif de 200 élèves [5].

Elle fut fondée en 1987 et fournit une éducation basée sur le principe de la Pédagogie Steiner-Waldorf .
Les deux écoles sont mixtes.
- L’école publique secondaire la plus proche,  est Green Bay High School, Kelston Boys' High School (en) et Kelston Girls' High School (en).

- Les étudiants catholiques vont habituellement quotidiennement par le train à partir de la ville de New Lynn vers le College Marist (en) (pour les filles) ou le St Peter's College (pour les garçons).